# Lydie Saki
Abié Lydie Saki (* 22. Dezember 1984 in Lakota, Sud-Bandama) ist eine ivorische Fußballspielerin.

## Karriere

### Verein
Saki startete ihre Karriere in ihrer Heimat für den Lakota FC in der Provinz Sud-Bandama. 2002 verließ sie ihren Heimatverein und wechselte für den Start ihrer Seniorenkarriere für den AS Divo. Dort lief sie drei Jahre in der zweiten Liga auf, bevor sie in die höchste ivorische Frauenliga zu Juventus de Yopougon wechselte.

### Nationalmannschaft
Seit 2006 steht sie im Kader der Ivorische Fußballnationalmannschaft der Frauen und wurde am 26. Oktober 2012 für die Afrikameisterschaft 2012 nominiert.